# محوطه میلگه برزه ۱
محوطه میلگه برزه ۱ مربوط به دوره اشکانیان است و در شهرستان اسلام‌آباد غرب، بخش مرکزی، دهستان حومه شمالی، ۲/۳ کیلومتری غرب روستای برزه واقع شده و این اثر در تاریخ ۲۶ اسفند ۱۳۸۷ با شمارهٔ ثبت ۲۵۵۶۲ به‌عنوان یکی از آثار ملی ایران به ثبت رسیده است.